# Johanna Lindsey
Johanna Helen Lindsey (Francoforte sul Meno, 10 marzo 1952 – Nashua, 27 ottobre 2019) è stata una scrittrice statunitense.
È una delle più popolari scrittrici americane del romanzo storico, che fonde amore, avventura e passione. Tutti i suoi libri sono entrati nelle classifiche del New York Times come best seller; alcuni anche al primo posto.

## Biografia
Nacque in Germania, in quanto suo padre era un soldato dell'esercito degli Stati Uniti di stanza in una base militare americana. L'uomo, al momento della pensione, aveva il desiderio di trasferirsi alle Hawaii, ma morì nel 1964, prima di realizzarlo, così Lindsey e sua madre vi si stabilirono in sua memoria. Nel 1970, ancora studentessa, la ragazza sposò Ralph Lindsey. Divenne poi madre di tre figli: Alfred, Joseph e Garret che, successivamente, la resero nonna. Dopo la morte del marito, si trasferì nel Maine.

### La carriera
Scrisse il suo primo libro, La sposa rapita nel 1977; il libro divenne subito un successo, così come tutte le opere seguenti. I numerosi suoi romanzi storici sono stati tradotti in dodici lingue, e stampati in oltre 40 milioni di copie.
Le sue opere spaziano in diverse epoche storiche, tra cui il medioevo inglese, soprattutto del periodo della reggenza sotto Giorgio IV, il Far West americano, l'epoca dei vichinghi, nonché alcune di fantascienza, con vicende ambientate nello spazio in un lontano futuro.

## Opere

### Saga familiare Hardraad
- Fuochi d'inverno (1980)
- Cuori in fiamme (1987)
- Cedi al mio cuore (1994)

### Serie del Sud
- Splendida Angel (1982)
- Cuori in tempesta (1983)

### Saga della famiglia Ly-san-ter
- L'amante del guerriero (1990)
- Il custode del cuore (1993)
- Cuore di guerriero (2001)

### Serie Western
- Sfida il vento selvaggio (1984)
- Amore selvaggio (1989)
- Angel (1992)

### Saga Malory-Anderson
- Quell'unico amore (1985) (Regina Ashton/Nicholas Eden)
- Irresistibile ribelle (1988) (Anthony Malory/Roslynn Chadwick)
- Oceano di passione (1990) (James Malory/Georgina Anderson)
- Incantesimo del cuore (1993) (Amy Malory/Warren Anderson)
- Dimmi che mi ami (1996) (Derek Malory/Kelsey Langton)
- Il dono (1998) (Christopher Malory/Anastasia Stephanoff)
- Le trasformazioni del cuore (2004) (Jeremy Malory/Danny)
- Sulla rotta del desiderio (2006) (Drew Anderson/Gabrielle Brooks)
- Una moglie per finta (2008) (Boyd Anderson/Katey Tyler)
- Per non sposarti (2010) (Richard Allen/Julia Miller)
- Un'adorabile debuttante  (2014) (Judith/Nathan)
- Beautiful tempest (2017) (Jacqueline/Damon) Inedito in italia

### Saga Straton
- Cuore selvaggio (1986)
- Prigionieri del desiderio (1997)

### Serie Medievale (Cavalieri di Shafford)
- Non sfidare il cuore (1989)
- Il primo bacio (1999)

### Serie sulla famiglia reale di Cardinia
- C'era una principessa (1991)
- Mi appartieni (1994)

### Serie "Sherring Cross"
- L'uomo del mio desiderio (1992)
- Amore per sempre (1995)
- Per amore di Melissa (2002)

### Serie familiare Reid
- L'erede (2000)
- Uno stuzzicante equivoco (2007)
- Un mascalzone tutto mio (2009) (2014 in Italia)
- Innamorarsi di Cupido (2012) ( 2015 in Italia)

### Altri romanzi
- La sposa rapita (1977)
- L'amore di un pirata (1978)
- Paradiso selvaggio (1981)
- Così parla il cuore (1983)
- Conflitto d'amore (1984)
- Tenera è la tempesta (1985)
- Quando l'amore chiama (1986)
- Fuoco segreto (1987)
- Silver Angel (1988)
- Cuori incatenati (1991)
- La spada di Thorn (1995)
- Una casa per le vacanze (2000)
- A Man to Call My Own (2003, inedito in Italia)
- Un matrimonio scandaloso (2006)
- Solo per passione (2011)
- One Heart to Win (2013, inedito in Italia)